# Emil Brown
Pour les articles homonymes, voir Brown.
Emil Brown, né le 29 décembre 1974 à Chicago (Illinois), est un joueur américain de baseball évoluant en Ligue majeure de baseball depuis 1997. En 2009, il fait partie brièvement de l'organisation des Padres de San Diego, sans être aligner en MLB, avant de rejoindre les Mets de New York début juin. Dès le 6 juin, il sort de l'effectif actif des Mets.

## Carrière
Libéré par les Athletics d'Oakland, pour qui il a joué en 2008, Brown a été invité au camp d'entraînement 2009 des Padres de San Diego.